# Костюченко, Николай Петрович
Никола́й Петро́вич Костюче́нко (укр. Микола Петрович Костюченко; 27 сентября 1935, Киев — 6 февраля 2000, Киев) — советский и украинский тренер по гребле на байдарках и каноэ. Заслуженный тренер Украинской ССР (1966). Заслуженный тренер СССР (1970).

## Биография
В 1958 году окончил школу тренеров при Киевском институте физической культуры. С тех пор на тренерской работе, в частности работал тренером спортивного общества «Локомотив» (Киев), где инициировал создание гребной секции, на основе которой возникла СДЮШОР по гребле на байдарках и каноэ.
Среди известных воспитанников — олимпийские чемпионы Владимир Морозов, Юрий Филатов, Юрий Стеценко.